# Unai Simón
Unai Simón Mendibil (Vitoria-Gasteiz, 11 de junho de 1997) é um futebolista espanhol que atua como goleiro. Atualmente joga no Athletic Bilbao.

## Seleção Espanhola
Simón foi convocado pela Seleção Espanhola para a disputa dos Jogos Olímpicos de 2020.

## Títulos
Athletic Bilbao
- Supercopa da Espanha: 2020–21
- Copa do Rei: 2023–24

Espanha Sub-19
- Campeonato Europeu de Futebol Sub-19: 2015

Espanha Sub-21
- Campeonato Europeu de Futebol Sub-21: 2019

Espanha
- Liga das Nações da UEFA: 2022–23
- Campeonato Europeu: 2024